# Thunnus maccoyii
Espèce
Statut de conservation UICN

 EN A1bd : En danger
Le thon rouge du Sud (Thunnus maccoyii) est une des trois espèces de thons rouges, avec le thon rouge du Pacifique (Thunnus orientalis) et le thon rouge du Nord (Thunnus thynnus).

## Menaces et conservation
L'UICN (24 janvier 2023) classe l'espèce en catégorie EN (en danger) dans la liste rouge des espèces menacées depuis 2021.
Victime de la surpêche, le thon rouge du sud a vu sa population décliner de plus de 80 % entre 1956 et 2016, ce qui lui vaut d'être considéré comme en voie critique d'extinction (CR). En 2021, l'UICN reconnaît une augmentation du nombre d'individus, et le classe désormais dans la catégorie EN (en danger).
Depuis les années 1950 et l'accentuation de la pêche industrielle, l'espèce a été amenée au bord de l'extinction (les populations totales ont diminué d'environ 92 %).
En 1994, la volonté de gestion entre l'Australie, le Japon et la Nouvelle-Zélande prit forme lorsque la convention sur la conservation du thon rouge du Sud entra en vigueur. Cette convention créa la « Commission pour la conservation du thon rouge du Sud » (Commission for the Conservation of Southern Bluefin Tuna ou CCSBT). Ses objectifs sont d'assurer la conservation de l'espèce et d'optimiser les moyens de pêche. Plus tard la Corée du Sud, Taïwan et les Philippines se sont joints ou ont coopéré avec la commission. Elle siège à Canberra en Australie.

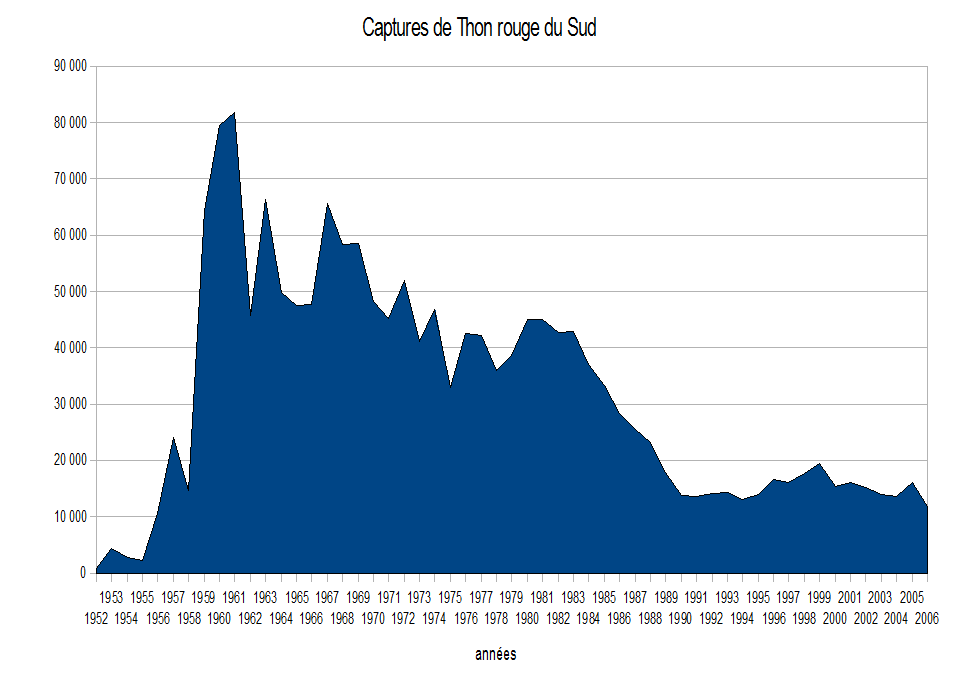
Captures de thons rouges du Sud depuis 1952 en tonnes. La tendance reflète la baisse des stocks.